# Unkenreflex

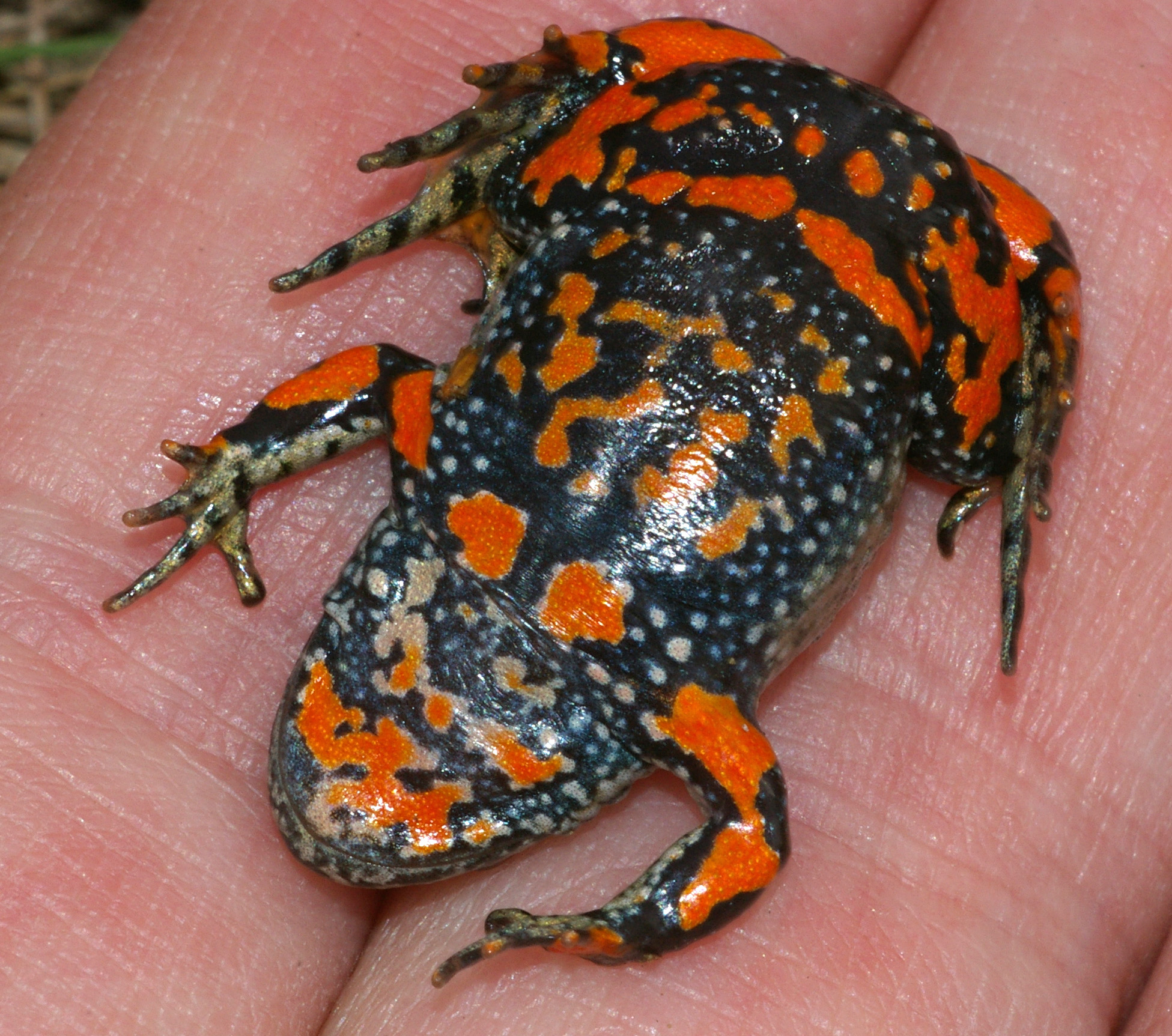
Unken tragen Signalfarben auf ihrer Unterseite und den Innenflächen der Gliedmaßen – hier eine vom Fotografen auf den Rücken gedrehte junge Rotbauchunke

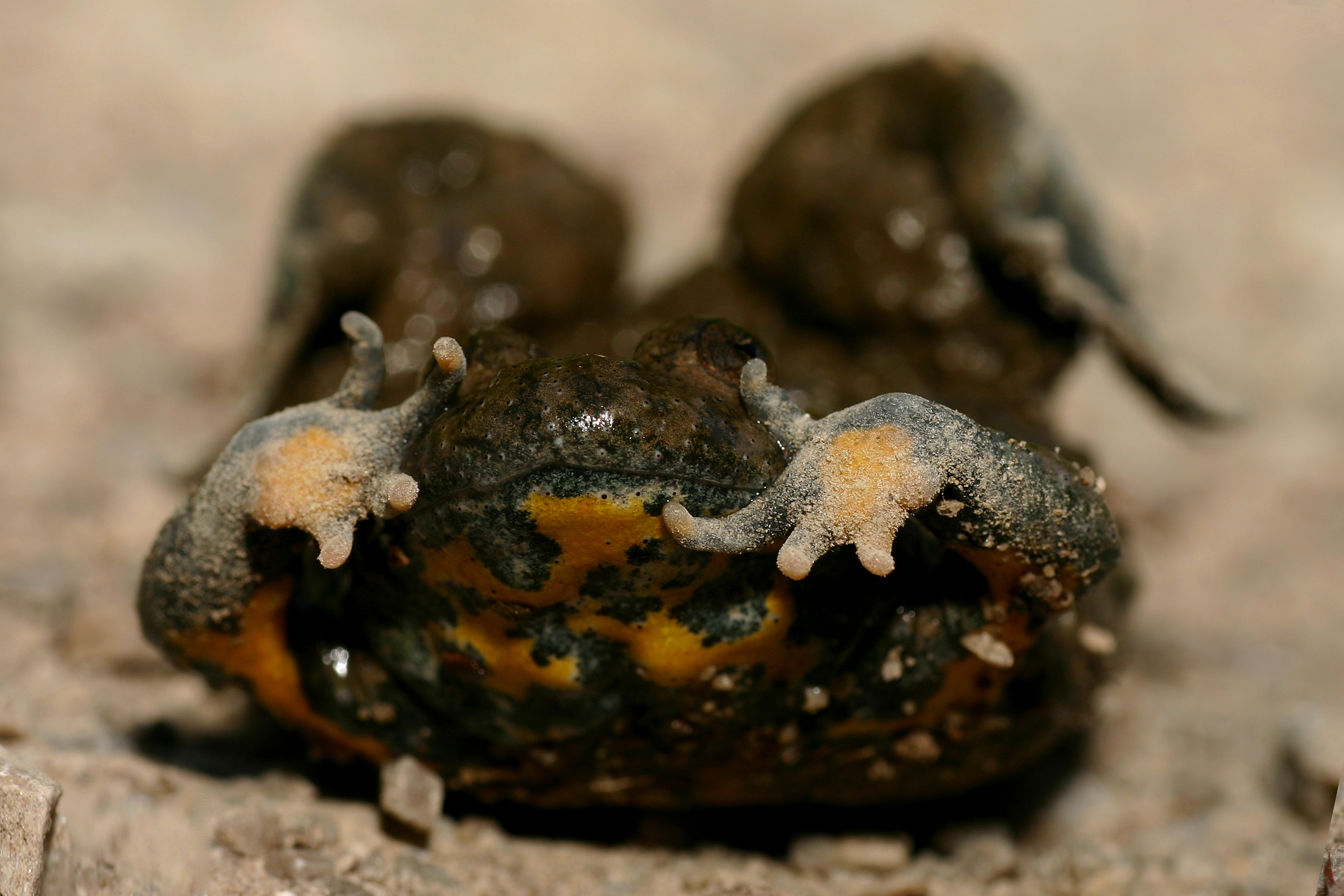
„Kahnstellung“ bei einer Gelbbauchunke

Als Unkenreflex wird eine passive Abwehr- oder Schreckreaktion mancher Frosch- und Schwanzlurche bezeichnet, bei der die Tiere in Bauchlage reflexartig ein extremes Hohlkreuz machen, die Gliedmaßen verdreht nach oben strecken und auf diese Weise größere Bereiche ihrer grellfarbigen Unterseite (vor allem Kehle und Innenflächen der Gliedmaßen) präsentieren. Diese, wegen ihrer charakteristischen Form manchmal auch „Kahnstellung“ genannte, krampfartige Haltung wird von Verhaltensforschern dahingehend gedeutet, dass potenzielle Fressfeinde so auf die roten oder gelben Warnfarben aufmerksam werden, die vor den Hautgiften dieser Amphibien warnen (Aposematismus). Das gleichzeitig abgegebene Wehrsekret riecht zudem sehr intensiv und verstärkt so die Wirkung der Signalfarbe. Das Tier verharrt kurzzeitig in diesem Zustand mit geschlossenen Augen und unterdrückter Kehloszillation, so dass man es auch als eine Form der Akinese (Totstellreflex, Schreckstarre) interpretieren kann.
Namensgebend ist die Gattung der Unken (beispielsweise Rotbauchunke, Gelbbauchunke), bei der dieses Verhalten als typisch gilt. Es ist jedoch auch bei anderen Amphibien zu beobachten, etwa bei den mit den Unken relativ nahe verwandten Geburtshelferkröten (die allerdings über keine Warnfärbung verfügen), den südamerikanischen Schwarzkrötchen, aber auch bei Schwanzlurchen wie etwa juvenilen Querzahnmolchen, einigen Rhyacotritonidae oder dem Brillensalamander, der dabei seinen Schwanz verdreht. Ein manchmal beschriebenes Verhaltensmuster, wonach sich Unken regelrecht auf den Rücken werfen und so ihre gesamte Bauchseite präsentieren, wird von anderen Autoren bezweifelt, und dürfte wenn überhaupt nur sehr selten zu beobachten sein.